# Väsman–Barkens Järnväg

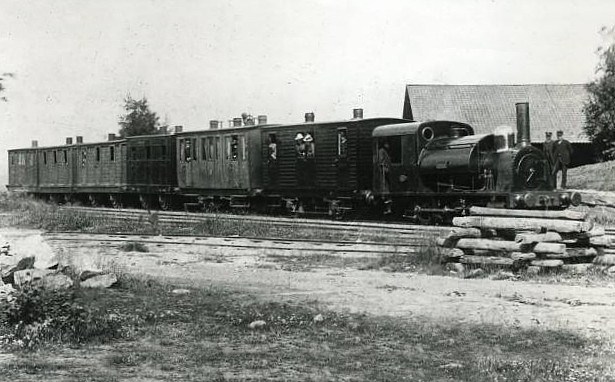
Wessman-Barkens Järnväg, loket "Barken" med persontåg vid Marnäs station 1892.

Väsman-Barkens Järnväg, tidigare Wessman-Barkens Jernväg (WBJ), var en smalspårig järnväg som mellan 1859 och 1903 förband sjöarna Väsman och Barken i Dalarna. Banan kallades kort "Smedjebackens järnväg" och dess huvudsakliga frakter var malm, järn, spannmål och virke, även persontrafik förekom.

## Historik

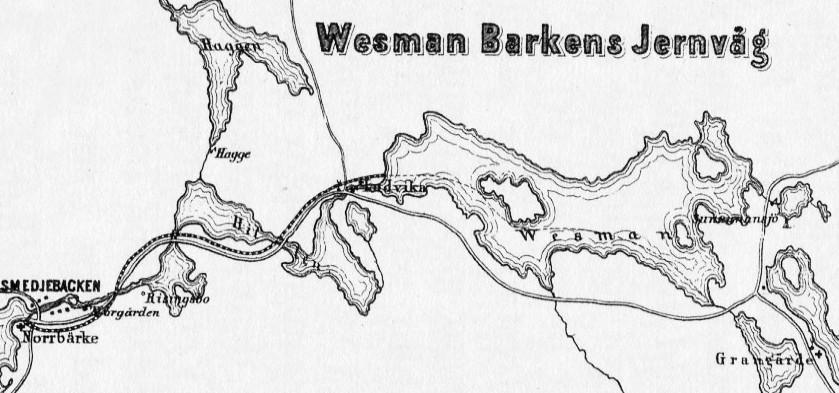
Karta från 1867.

Wessman-Barkens Jernvägs-Aktiebolag bildades 1855 och året därpå påbörjades anläggningen av banan. Järnvägen började trafikeras 1859 och var därmed en av de första järnvägarna i Sverige. Den byggdes med den ovanliga spårvidden 1188 mm, eller fyra svenska fot. Banans längd var 18,2 kilometer och dess östra ändpunkt var Smedjebackens hamn vid sjön Norra Barken. Den västra ändstationen hette från början Marnäs och var belägen vid sjön Väsman i nuvarande Ludvika. Stationsnamnet ändrades senare till "Ludvika". 
Fyra ånglok trafikerade järnvägen. Alla loken hade namn. Det första loket hette ”Wessman” och levererades 1857, loket kostade 27 000 riksdaler. Loket ”Barken” förvärvades 1860. Då loket ”Smedjebacken” levererades 1874 byggdes lokstallet i Smedjebackens hamn. Det fjärde och sista loket hette ”Ludvika” och köptes 1893. Samtliga var tillverkade på Munktells Mekaniska Verkstad i Eskilstuna. Vagnparken bestod av ett 70-tal lastvagnar, 5-6 personvagnar samt vissa specialvagnar. Plankorsningar med landsväg fanns vid: Hillängen, Norsbro, Lernbo, Munkbo, Morgårdshammar och Smedjebacken.

### Historiska bilder

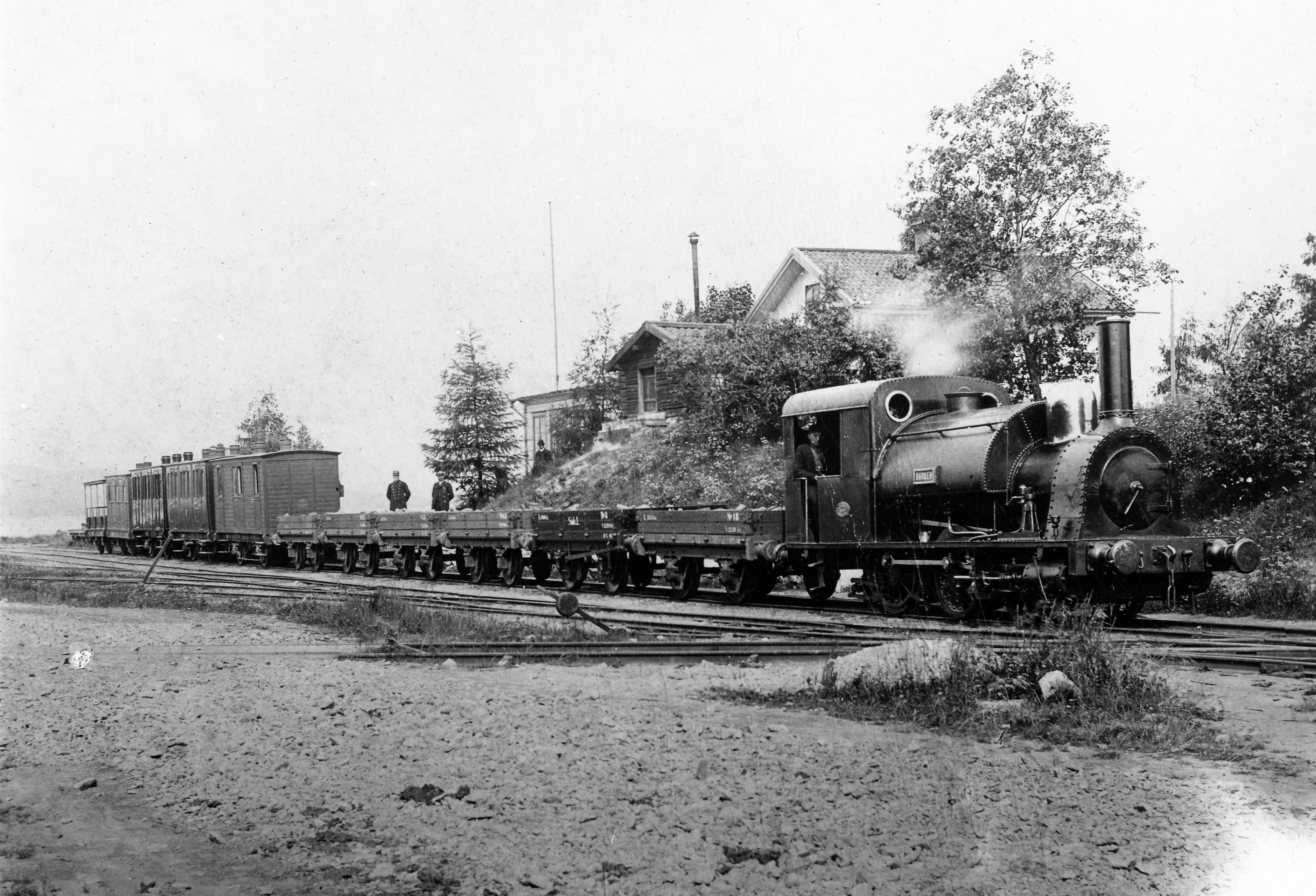
Lokomotivet "Barken" med blandat tåg vid Ludvika 1897.
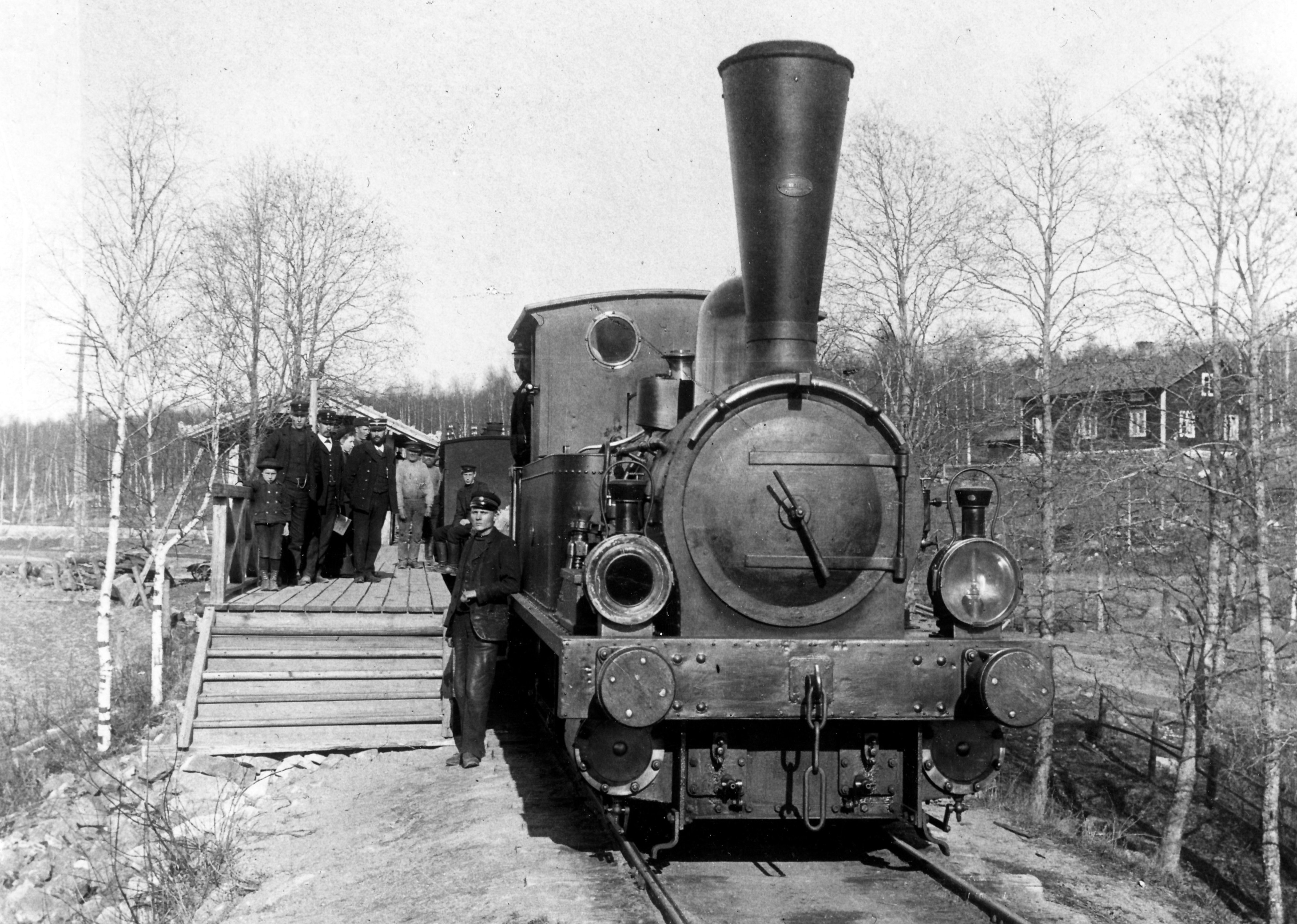
Lokomotivet "Smedjebacken" vid Sandsta station 1901.
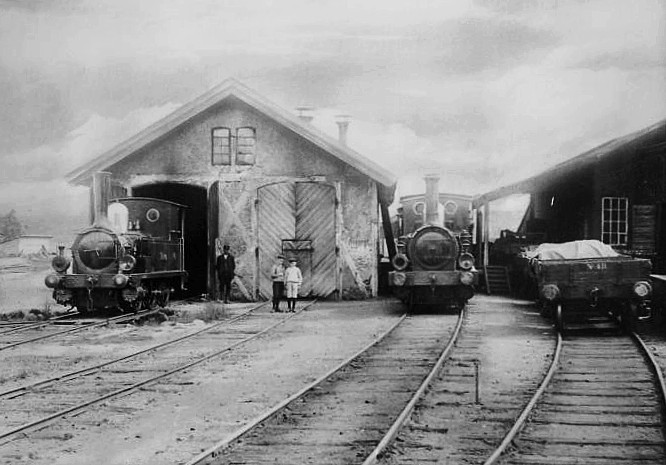
Smedjebackens ursprungliga lokstall med loken "Ludvika" och "Smedjebacken".
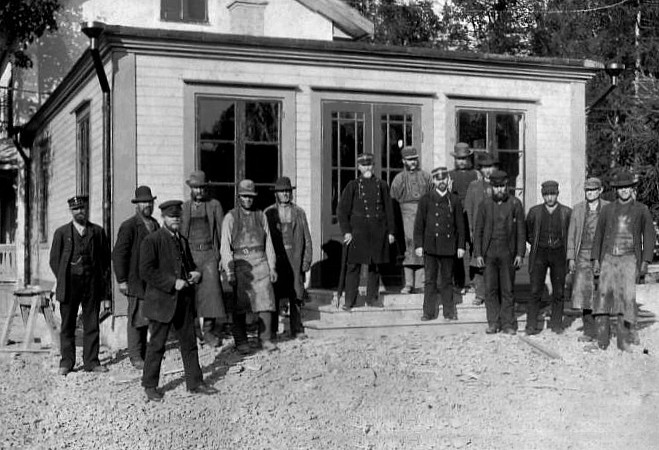
Personal vid Marnäs station.

Smedjebackens hamn var vid denna tid en mycket viktig utskeppninghamn för produkter från Västerbergslagens hyttor, hamrar och gruvor. Genom Strömsholms kanal finns här en segelbar förbindelse till Mälaren och Stockholm. Genom Väsman-Barkens Järnväg fick området väster om Smedjebacken betydligt lättare tillgång till denna kommunikationsled. En hel del gods fraktades på sjön Väsman och dess sjösystem till hamnen i Ludvika och omlastades där till järnväg för vidare transport till Smedjebacken där båttransport åter vidtog.
Efter en bolagsombildning kom järnvägen från år 1883 att benämnas Smedjebackens Järnväg (SmbJ). Banan övertogs år 1898 av Stockholm-Västerås-Bergslagens Järnvägar, vars normalspåriga järnväg nådde Ludvika år 1900. De båda banorna gick i stort sett parallellt mellan de båda orterna fram till 1903, då Smedjebackens Järnväg nedlades. I hamnen i Smedjebacken finns banans lokstall bevarat som är en del av Ekomuseum Bergslagen.

### Nutida bilder, lokstallet Smedjebacken

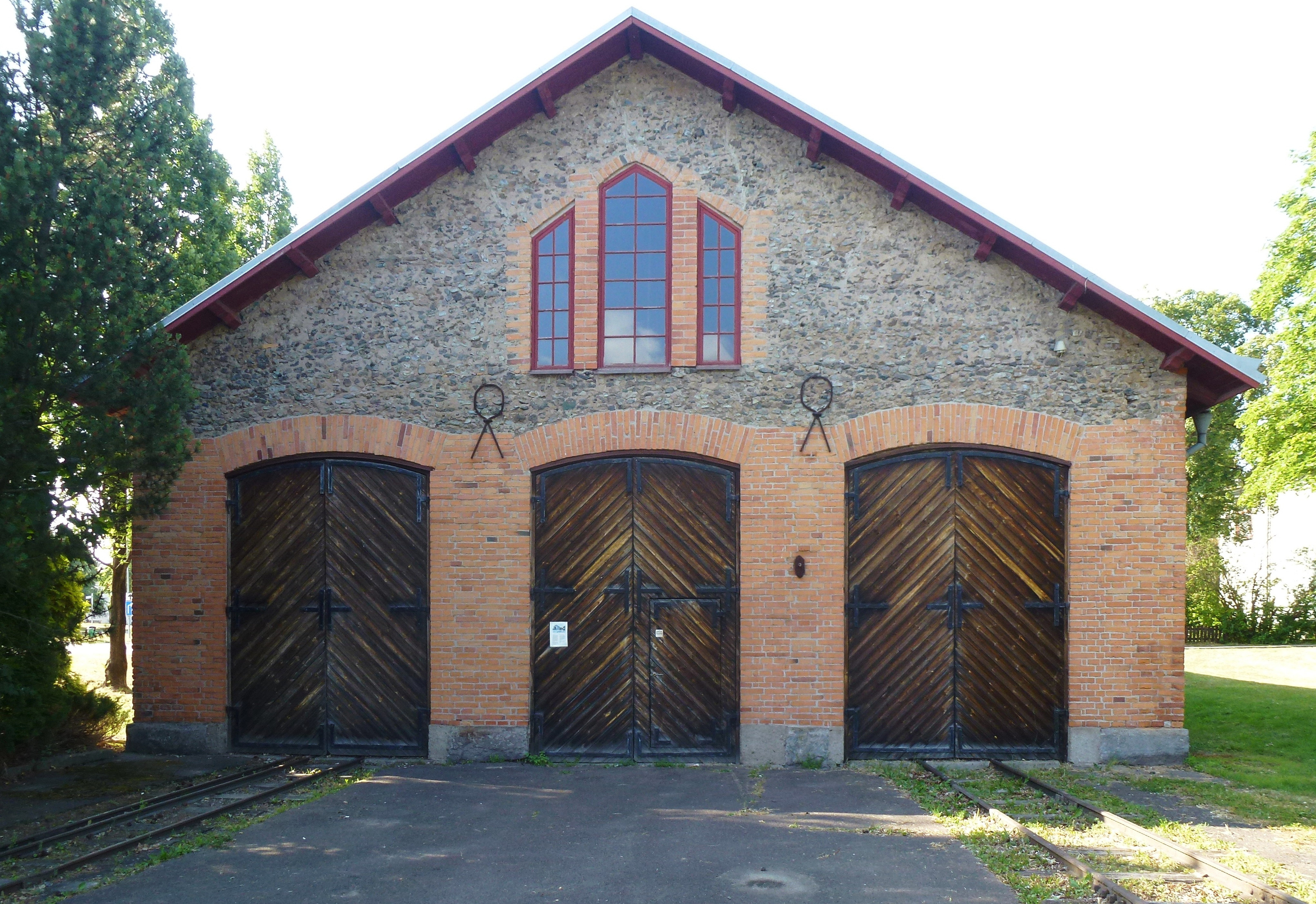
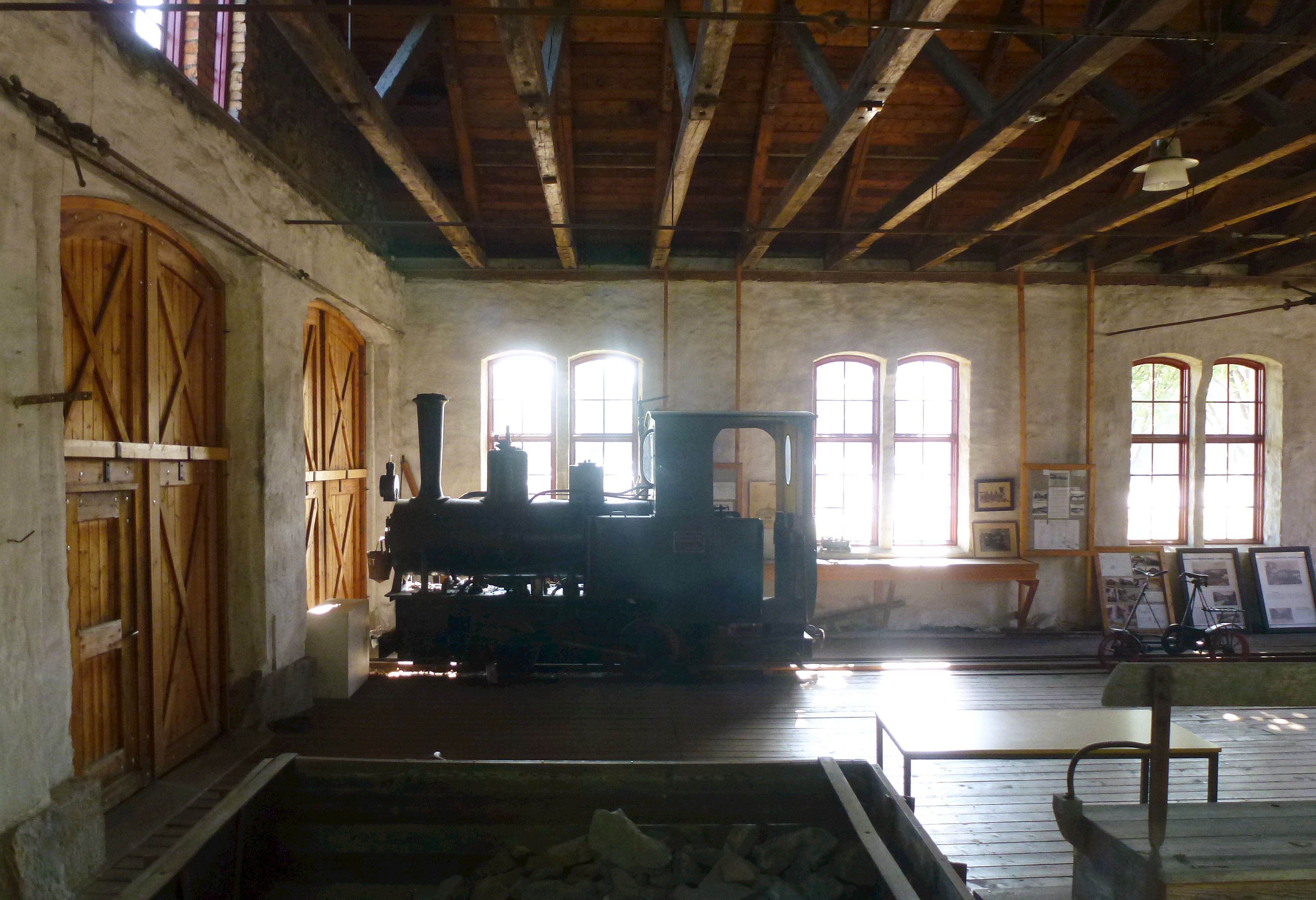
Lok tillverkat 1914 av Orenstein & Koppel
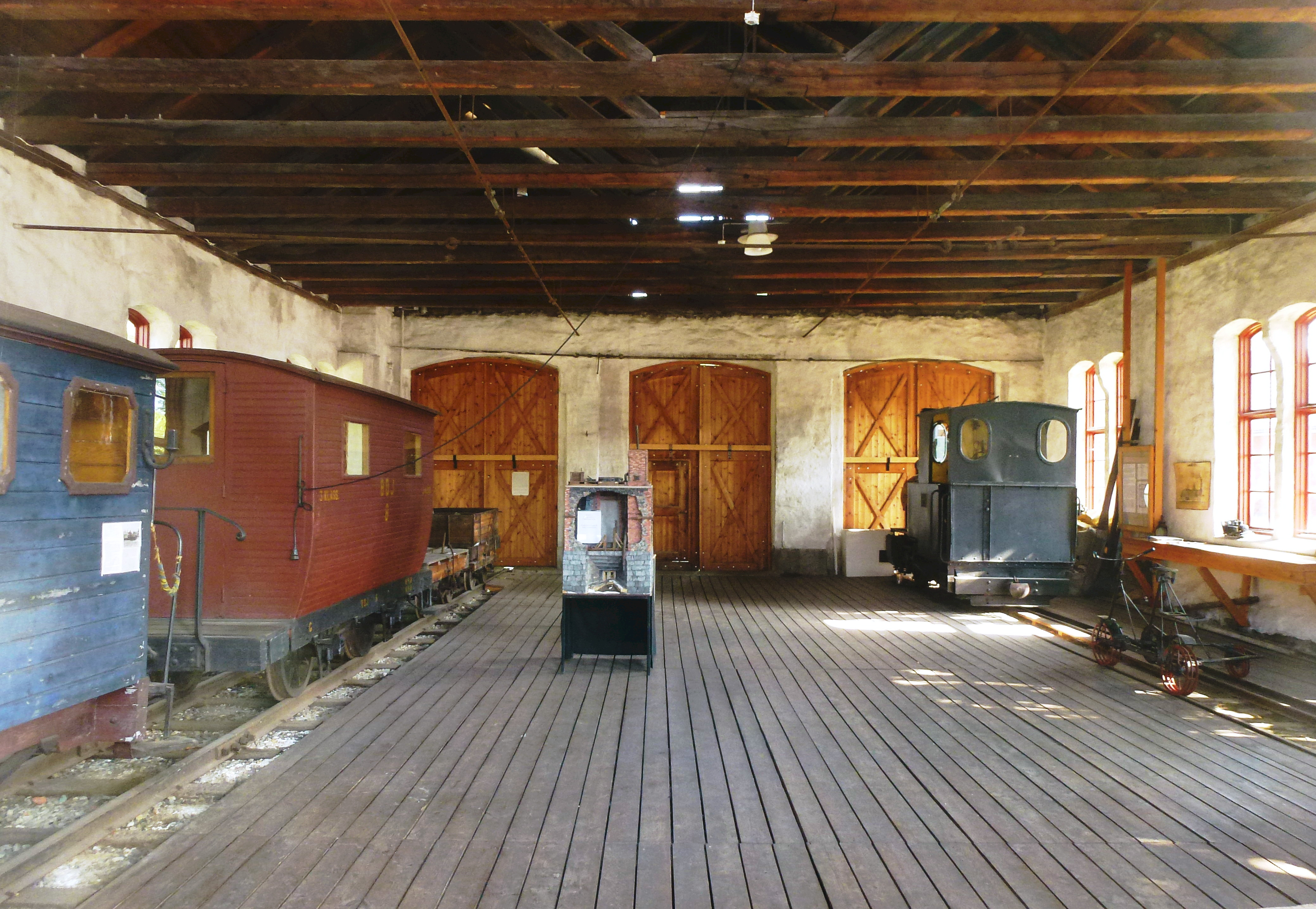
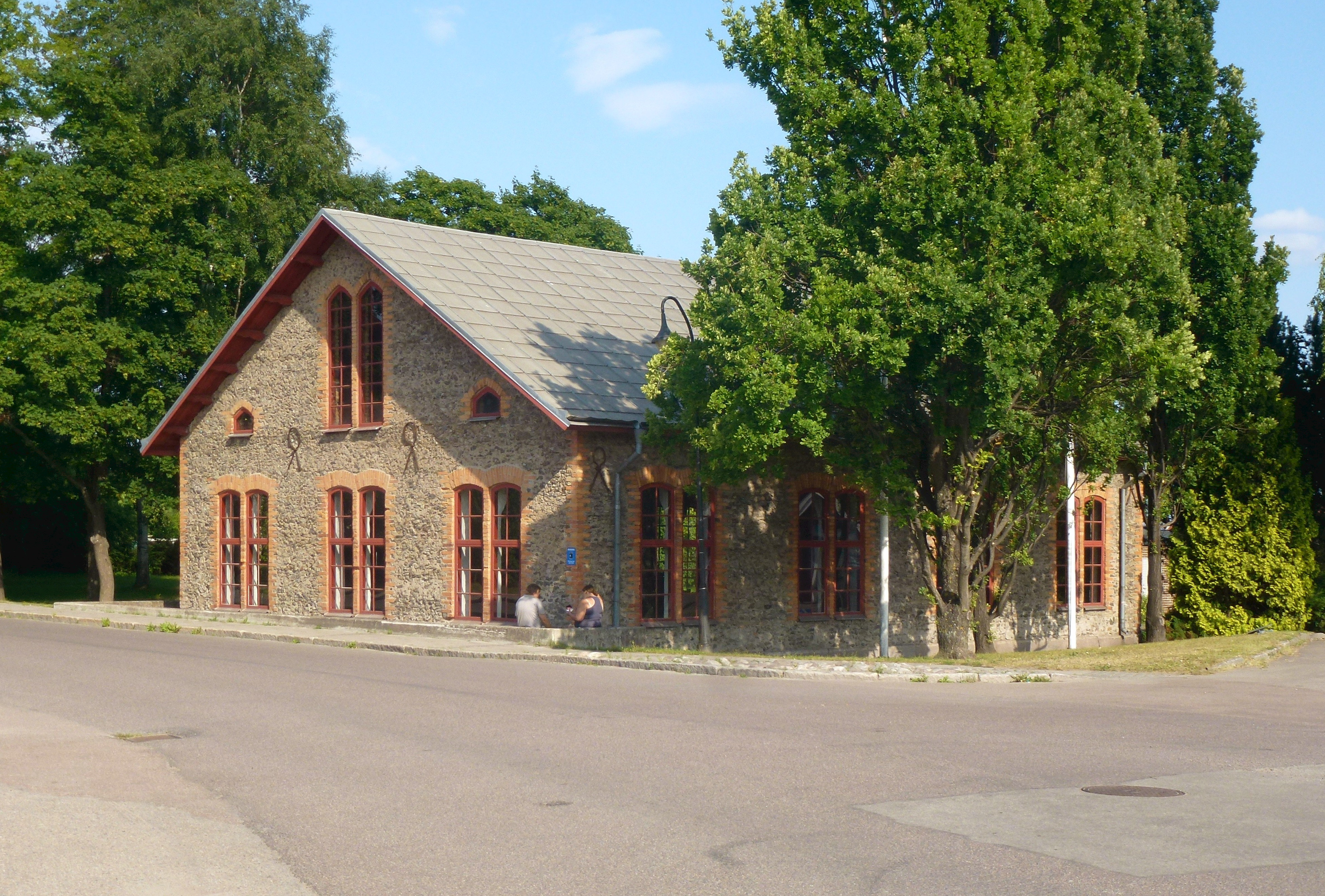